# Ласкавець круглолистий
{{#ifeq:0|0|{{#if:|{{#if:Bupleurumrotundifolium|[[]}}|}}}}
Ласкавець круглолистий (Bupleurum rotundifolium) — вид рослин родини окружкові (Apiaceae), поширений у пн.-зх. Африці, Європі, західній Азії.

## Опис
Однорічна трав'яниста рослина 30–60 см заввишки. Стеблові листки завжди пронизані, еліптичні або яйцевідто-округлі. Зонтики без обгорток, з 3–10 короткими, 5–10 мм завдовжки променями, зонтички містять до 12 квіток; обгорточка з 5 еліптичних або яйцюватих листочків 7–10 мм завдовжки і 5–6 мм завширшки, які значно перевищують зонтичків. Плоди еліпсоїдні або ланцетно-яйцеподібні, 2–3 мм завдовжки.

## Поширення
Поширений у пн.-зх. Африці, майже всій Європі, західній Азії; також культивується й натуралізований.
В Україні зростає на сухих степових схилах, в чагарниках — на більшій частині території, крім Карпат і прилеглих районів.

## Галерея

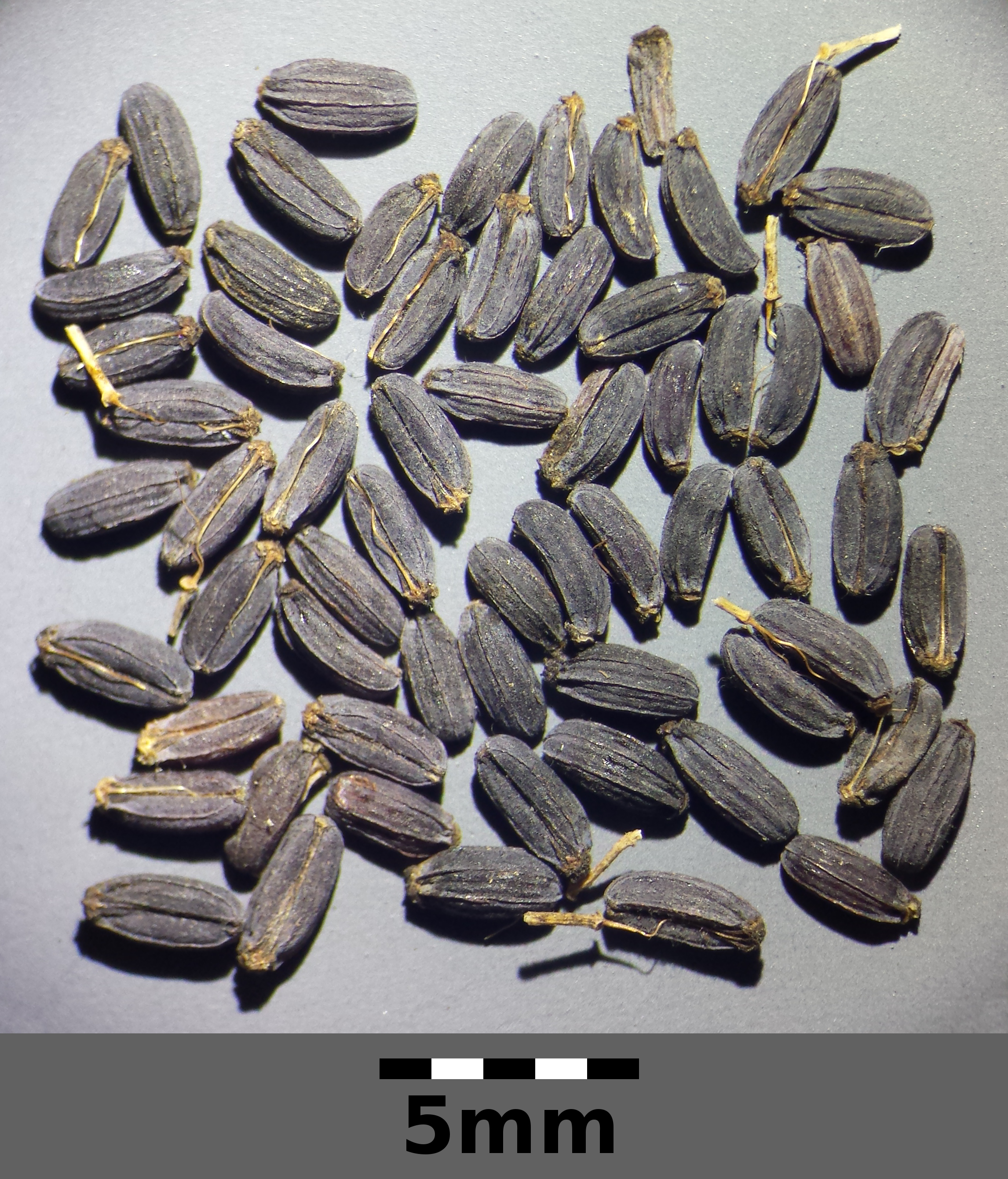
плоди
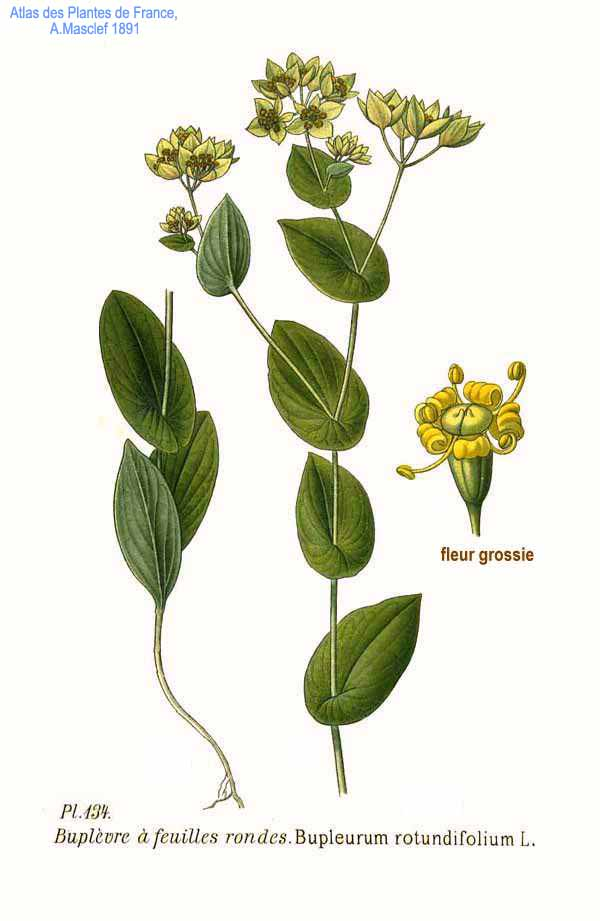
ілюстрація